# 喜馬拉雅 (2015年電影)
《喜馬拉雅》是2015年12月上映的一部韓國劇情片，由李石勳執導，黃晸玟、鄭宇及趙成夏主演。本片的故事由真人真事改編而成，講述韓國著名登山家嚴弘吉在登上海拔8,848米的喜馬拉雅山脈—珠穆朗瑪峰之頂峰前所發生的一點一滴。

## 演員陣容

### 主要人物
| 演員   | 飾演角色 | 介紹 |
| 黃晸玟 | 嚴弘吉   | 韓國著名登山家，曾多次攀登海拔超過8000公尺以上的山峰。與朴茂澤、李東奎、朴正福、趙明愛等人組成登山遠征隊，並擔任隊長指揮各人行動。 |
| 鄭宇   | 朴茂澤   | 韓國登山家，登山遠征隊隊員。 |
| 趙成夏 | 李東奎   | 登山遠征隊隊員。 |

### 周邊人物
| 演員   | 飾演角色 | 介紹                         |
| 金吝勸 | 朴正福   | 登山遠征隊隊員。             |
| 羅美蘭 | 趙明愛   | 登山遠征隊中唯一的女性隊員。 |
| 金元海 | 金武英   | 登山遠征隊隊員。             |
| 李海英 | 張哲九   | 登山遠征隊隊員。             |
| 全培秀 | 全培秀   |                              |
| 鄭奎洙 | 金會長   |                              |
| 成秉淑 |          | 茂澤的母親。                 |
| 金京植 | 林元     |                              |

### 特別出演
| 演員   | 飾演角色 | 介紹     |
| 鄭有美 | 崔秀英   |          |
| 裕善   | 崔善浩   |          |
| 鄭智英 |          | 電台DJ。 |
| 趙達煥 |          | 製作人。 |

## 獎項
| 年份   | 頒獎禮                        | 部門         | 入圍者       | 結果 |
| 2016年 | 第11屆Mix Movie最佳電影獎     | 最佳女配角   | 羅美蘭       | 獲獎 |
| 2016年 | 第11屆Mix Movie最佳電影獎     | 最佳電影海報 | 最佳電影海報 | 獲獎 |
| 2016年 | 第36屆黃金攝影獎              | 最佳男配角   | 金吝勸       | 獲獎 |
| 2016年 | 第52屆百想藝術大賞 - 電影部門 | 女子配角獎   | 羅美蘭       | 獲獎 |

## 票房
影片最終票房為775萬9667觀影人次。

## 幕後花絮
- 影片改編自2005年的真實事件，登山家嚴弘吉為了找回遇難隊友朴茂澤的遺體，組織遠征隊再度攀登珠穆朗瑪峰，在8700 米處找到了朴茂澤的遺體，在冰雪皚皚的世界屋脊之巔舉行了隆重的安葬儀式，並且立碑為念。[6]

- 劇組於2015年3月前往尼泊爾駐紮將近一個月取景拍攝，工作人員們為了克服高山艱難環境都吃了不少苦，劇組原本在江原道橫城拍攝，但由於氣溫反常缺雪，拍出的效果並不盡人意，為了呈現更真實的畫面，導演和製片方說服了CJ娛樂投資方面，主演們和70多名工作人員得以一起遠赴法國勃朗峰取景拍攝。雖然影片製作超出了預算，但取得了更好的效果，期盼打造成韓國登山題材影片的新里程碑。2015年4月劇組們在法國勃朗峰當地殺青，完成了5個月的拍攝大長征，在發表電影殺青感想聚會時，黃晸玟不禁掉下了眼淚。

- 黃晸玟在一次接受訪問中提到，這次去喜馬拉雅拍攝看到不少與他兒子年齡相近的外國小朋友，當時就想著要帶兒子一起來，等兒子長大後，一定會和他一起攀登喜馬拉雅，這是百分之一百絕對的[7]。

- <黃晸玟遊戲> :喜馬拉雅電影推出時，最早為飾演崔秀英的鄭有美將電影海報黃晸玟的特寫照，對著自己的臉部拍照並上傳到SNS，結果在網民們意外引起一股<黃晸玟遊戲>熱潮，黃晸玟本人知道後為了表達網友們的支持，也拍攝了屬於自己的<黃晸玟遊戲>照片，並通過CJ娛樂公開[8]。

## 外部連結
- NAVER上《喜馬拉雅》的資料
- Daum上《喜馬拉雅》的資料

- 韩国电影数据库（KMDb）上《喜馬拉雅》的資料
- 《喜馬拉雅》在HanCinema的页面（英文）
- 互联网电影数据库（IMDb）上《喜馬拉雅》的资料（英文）